# 期货
期貨合約（英語：futures contract），簡稱期貨（英語：futures），是一種跨越時間的交易方式，衍生性金融商品的一種。買賣雙方透過簽訂合約，同意按指定的時間、價格與其他交易條件，交收指定數量的現貨。通常期貨集中在期貨交易所，以標準化合約進行買賣，但亦有部分期貨合約可透過櫃台交易進行買賣，稱為場外交易合約。交易的資產通常是商品或金融工具。雙方同意購買和出售資產的預定價格被稱為遠期價格。未來的指定時間（即交付和付款發生時）稱為交貨日期。
根据作为標的物的現貨的種類，期貨可分為商品期貨與金融期貨兩大類。參與期貨交易者之中，套戥者（或稱對沖者）透過買賣期貨，鎖定利潤與成本，減低時間帶來的價格波動風險。投機者則透過期貨交易承擔更多風險，伺機在價格波動中牟取利潤。
不少期貨市場發展自遠期合約，指一對一個別簽訂的跨時間買賣合同，交易細則由買賣雙方自行約定。期貨合約則由交易所劃一標準化，讓四方八面的交易者可在同一個平台上方便地撮合交易。選擇權是從期貨合約上再衍生出來的另一種衍生性金融商品。
目前中国大陆的期货公司，一般开展的期货业务有经纪业务、资管业务、咨询业务和风险管理业务。欧美期货公司除此之外，还可以开展自营业务、保证金融资、教育培训等业务。

## 發展歷史

### 欧美期货
荷蘭人開創了數種金融工具，並為現代金融體系奠定了基礎。在歐洲，正式的期貨市場於17世紀出現在荷蘭共和國。 在這些早期期貨合約中，最著名的就是鬱金香期貨，該鬱金香期貨是在1636年荷蘭郁金香狂热高潮時期開發的。在東方，最早的期貨市場是江戶幕府時代的日本。由於當時的稻米價格，對經濟及軍事活動造成很重大的影響，米商往往會根據稻米的生產以及市場對稻米的期待而決定庫存米的買賣。第一個市場是1697年大阪堂島成立的堂島米會所，各地的貿易商往往會來此以白銀預先訂購來年的白米，預付一筆金錢，取走了訂購單，這訂購單將在明年或者下一次稻米成熟時兌現，此即期貨合約。
农产品、金属、能源等实物期货的诞生较早。1848年，82位商人发起成立了芝加哥谷物交易所，在此基础上诞生的芝加哥期貨交易所成为了世界上第一节期交所。农产品标准化合约、保证金制度、对冲制度、结算制度由此诞生。1876年12月，伦敦金属交易所有限公司作为最初的伦敦金属交易所（LME）正式成立，金属也成为期货合约的标的之一。石油危机爆发后的1974年，纽约商业交易所在年轻的主席迈克尔·马克的领导下，推出了交割地为鹿特丹的燃油期货，至此能源期货诞生。
外汇、利率及股指等金融期货诞生较晚。布雷顿森林体系崩溃后，1972年芝加哥商品交易所推出了世界上第一份外汇期货合约。1975年芝加哥期货交易所推出世界上第一份利率期货合约。1982年堪萨斯期货交易所推出世界上第一份股指期货合约。80年代末，北欧一些交易所则推出股票（个股）期货。
目前，一些新型期货合约也在不断出现，包括商品指数期货，环保期货，天气期货，政治期货，萨达姆被捕倒计时期货合约等。

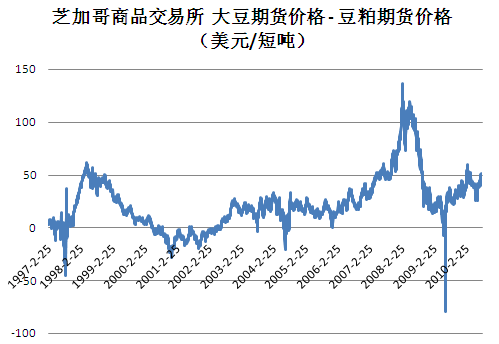
芝加哥大豆期貨

1980年代，芝加哥的交易所開始發展電子交易平台。踏入1990年代末，各國交易所出現收購合併的趨勢。同时，由于交易所场内交易与场外交易竞争加剧，交易所之间摩擦加大。众多交易所由会员制转为公司制，从而提高决策效率，为交易所会员带来利益。

### 中国期货
中國古代已有由糧棧、糧市構成的商品信貸及遠期合約制度。进入近代，在民國年代，中國上海曾出現多個期貨交易所，市場一度出現瘋狂熱炒。1921年由上海金业交易所推出的标金期货实际上已经具有了外汇期货的性质，这是近现代全球首例金融期货交易。滿洲國政府亦曾在東北大連、營口、奉天等15個城市設立期貨交易所，主要經營大豆、豆餅、豆油期貨貿易。
1949年中華人民共和國成立後，期貨交易所在中國大陸絕跡幾十年，到1991年深圳設立期貨交易所，展開另一波期貨熱炒風潮，各省市最多曾經一度同時開設超過50家期貨交易所，超過全球其他國家期貨交易所數目的總和。1992年，中国外汇调剂中心，首次推出人民币外汇期货，开展了人民币与美元、德国马克、日元的交易。
由于大陆期货市场出现动荡，中國國務院在1993年及1998年，兩次大力收緊監管，暫停多個期貨品種，勒令多間交易所停止營業。自1998年後，中國大陸合法的商品期貨交易所只剩下上海 、大連 、鄭州三所，前者經營能源與金屬商品期貨，後兩者經營農產品期貨。
2006年9月8日，中國金融期貨交易所在上海掛牌成立，并于2010年4月16日推出其首项產品，滬深300股指期貨。
2013年9月，中国第一个国债期货产品——五年期国债期货上市。
2021年4月19日，广州期货交易所挂牌成立，产品为工业硅。

## 期貨的種類
- 農產品期貨：如棉花、大豆、小麦、玉米、白糖、咖啡、豬腩、菜籽油、天然橡膠、棕櫚油、紅酒、家禽家畜。
- 金屬期貨：如銅、鋁、錫、鋅、鎳、黃金、白銀。
- 能源期貨：如原油、汽油、燃料油。新興品種包括氣溫、二氧化碳和二氧化硫排放配額。
- 金融期货：如国债期货、股指期货、利率期货、外汇期货等。

### 中国大陆地区的主要期货市场及其主要交易品种
- 上海期货交易所：黄金、白银、螺纹钢、铜、铝、锌、铅、线材（钢材的一种）、天然橡胶、燃料油、原油、纸浆
- 郑州商品交易所：早籼稻、强筋小麦、棉花、菜籽油、菜粕、菜籽、白糖、PTA（对苯二甲酸）、苹果、红枣
- 大连商品交易所：玉米、黄大豆、豆粕、豆油、棕榈油、塑料（LLDPE线性低密度聚乙烯）[13]、PVC（聚氯乙烯）、焦炭、焦煤
- 中国金融期货交易所：股指（沪深300指数）、国债[14]

## 期貨的基本制度

### 保證金制度
在期货交易中，任何交易者必须按照其所买卖期货合约价值的一定比例（通常为5-10%）缴纳资金，作为其履行期货合约的财力担保，然后才能参与期货合约的买卖，并视价格变动情况确定是否追加资金。这种制度就是保證金制度，所交的资金就是保證金。

### 每日结算制度
期货交易的结算是由交易所统一组织进行的。期货交易所实行每日无负债结算制度，又称逐日盯市（mark to market）。這是指每日交易结束后，交易所按当日结算价结算所有合约的盈亏、交易保證金及手续费、税金等费用，对应收应付的款项同时划转，相应增加或减少会员的结算准备金。
舉例來說，假設買家持有的期貨由$1000升至$1200，產生$200未實現盈餘，此部分可用作建立新倉位的初始保證金。相比之下，期權的未實現盈餘一般不能用來建立新倉位。

### 涨跌停板制度
涨跌停板制度又称每日价格最大波动限制，即指期货合约在一个交易日中的交易价格波动不得高于或低于规定的涨跌幅度，超过该涨跌幅度的报价将被视为无效，不能成交。

### 持仓限额制度
持仓限额制度是指期货交易所为了防范操纵市场价格的行为和防止期货市场风险过度集中于少数投资者，对会员及客户的持仓数量进行限制的制度。超过限额交易所可按规定强行平仓、禁止開設新的持倉或提高保證金比例。

### 大户报告制度
大户报告制度是指当会员或客户某品种持仓合约的投机头寸达到交易所对其规定的头寸持仓限量80%以上（含本数）时，会员或客户应向交易所报告其资金情况、头寸情况等，客户须通过经纪会员报告。大户报告制度是与持仓限额制度紧密相关的又一个防范大户操纵市场价格、控制市场风险的制度。

### 实物交割制度
实物交割制度是指交易所制定的、当期货合约到期时，交易双方将期货合约所载商品的所有权按规定进行转移并了结未平仓合约的制度。

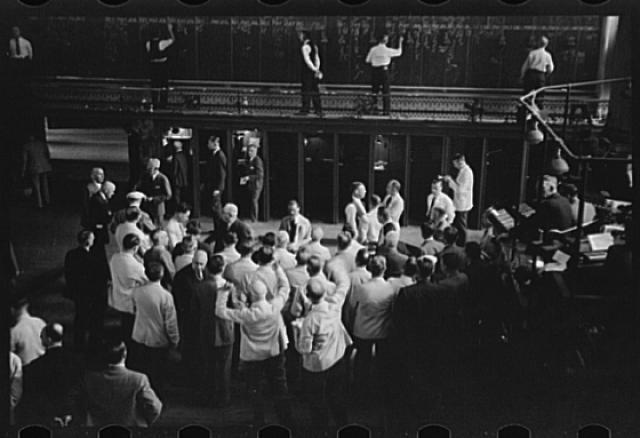
1939年美國糧食期貨交易所

### 强行平仓制度
强行平仓制度，是指当会员或客户的交易保證金不足并未在规定的时间内补足，或者当会员或客户的持仓量超出规定的限额时，或者当会员或客户违规时，交易所为了防止风险进一步扩大，实行强行平仓的制度。简单地说就是交易所对违规者的有关持仓实行平仓的一种强制措施。

## 概念分析

### 先买后卖
先买：是指与他人签订一份在未来以一定价格买入一种商品的协议，或从他人手中接受这种类型的协议。
后卖：指在中途将这份协议转让给他人，或者到期平仓。

### 先卖后买
先卖：是指与他人签订一份在未来以一定价格卖出一种商品的协议。
后买：是指在中途从他人手中买回这种类型的协议，或者到期平仓。

## 類型
- 指數期貨：英國富時100指數、德國DAX指數、東京日經平均指數、香港恒生指數及芝加哥期權交易所VIX指数。
- 股票期貨
- 利率期貨：利率期貨是指以利率為相關資產的期貨，以現金結算。它可以避免利率波動所引起的證券價格變動的風險，也可用來投機利率走勢。
- 債券期貨：債券期貨是指以債券為相關資產的期貨，以實物結算。
- 外匯期貨：在指定日期，以指定匯率買賣貨幣對。
- 商品期貨：如石油和黃金期貨。

## 期貨市場與股票市場的分別
- 期貨市場是「零和遊戲」，同一段時間內所有贏家賺的錢，加上交易费用等於所有輸家賠的錢；期市是对现货市场风险的保险市场，以期货市场投机者的金钱为现货市场经营者提供经济保险，从而保障经济的稳定发展。投入股市的錢則不同，透過商業機構的營運業務增長，可以創造新的經濟價值，若經濟環境穩定，大部分人可以同時賺錢，一般回報較期市慢，風險較期市低；股市暴跌的話，大部分人可以同時輸錢。
- 期貨買賣以槓桿操作，只需要在期貨戶口存入某百分比的開倉按金（lnitial Margin）（又稱孖展、保證金，常見水平為5-10%），作為應付商品或相關資產價格波動之儲備，就可以買賣價值100%的期貨合約，獲利與風險比例均比股票高。當市場劇烈波動時，買賣股票者最多賠光所有投入資本，戶口價值為零。但買賣期貨者獲利或虧蝕的幅度，卻可以是本金的數十以至數千倍。每日收市後，期貨結算所會根據收市價，計算每日結算價（Settlement Price），來釐定未平倉合約價值，並在按金內調整未實現盈利／虧損。如未實現虧損含按金跌低於維持水準（Maintenance Margin），持倉者就需額外繳付按金（Margin Call），否則需平倉止蝕（俗稱斬倉）。

## 全球主要的期貨交易所
- 芝加哥商品交易所集團（CME Group）
  - 芝加哥商品交易所（CME）
  - 芝加哥期貨交易所（CBOT）
  - 芝加哥期權交易所（CBOE）
  - 紐約商品期貨交易所（NYMEX、COMEX）
  - 堪薩斯市期貨交易所（KCBT）
- 洲际交易所集团（ICE）
- 歐洲期貨交易所（EUREX）
- 新加坡交易所（SGX）
- 倫敦金屬交易所（LME）
- 上海期货交易所（SHFE）
- 台灣期货交易所（TAIFEX）

## 人工喊價與電子交易
人工喊價是指交易大堂內的交易代表，透過手勢與喊話途徑，進行交易。芝加哥CBOT是早期最有代表性的人工交易池，每個品種由交易代表在八角形的梯級範圍內，進行頻繁的喊話與手勢交易。
電子交易是指市場採取中央電腦交易系統，根據交易規則、買賣指令的價格與先後次序，自動撮合買賣合同（或稱自動對盤）。交易員在認可的電腦系統前下單即可，毋須擠到特定的空間內人工喊價。

## 变相期货
某些远期现货市场套用期货交易体制组织的交易，一般都隐含巨大的风险，容易被操纵而导致交易者巨大损失。